# Кашаєв Бадаві Магомедович
Кашаєв Бадаві Магомедович (нар.1959–†2013) — відомий український альпініст.
Бадаві Магомедович тренувався (щоб бути у формі) на базі кафедри зимових видів спорту, велоспорту та туризму в Харківській державній академії фізичної культури. Якось попросив одного з працівників кафедри познайомити його з Сергієм Ігоровичем Бершовим. Познайомилися, і Бадаві захотів займатися альпінізмом.

## Вершини
Кашаєву було років сорок дев'ять (2008 рік), але він дуже цілеспрямовано почав займатися альпінізмом. На Кавказ в перший раз відправився зі Ігорем Свергуном. Не дуже вдало, на Ельбрус не вийшло піднятися. Але це Бадаві не відштовхнуло, дуже серйозно продовжував займатися. Дуже швидко з'явилися успіхи. Він займався з досвідченими інструкторами, виїжджав з ними до Криму. Фізичну підготовку підтягував, технічну. З Ігорем їздив в Гімалаї, в Америку, на Памір, Тянь-Шань.
Брав участь у сходженнях на Ельбрус, Охос-дель-Саладо (Чилі), Орісаба та Істасіуатль (Мексика), Чо-Ойю (Тибет), пік Леніна, Хан-Тенгрі, Ама-Даблам (Непал), Кіліманджаро (Африка), Ктопаксі, Чимборасо (Еквадор) . У березні 2012 року зійшов на вершину Аконкагуа (6962 м).
Піднімався на семитисячники: пік Комунізму, пік Корженевської, Хан-Тенгрі. Бершов з Кашаєвим піднімалися на Ельбрус, ходили навколо Кайлаша в Тибеті. В травні 2013 повернулися з Непалу, де були на Айленд-піку, Ама-Даблам.
Бадаві дуже серйозно готувався до сходження на Нанга-Парбат. Хоча був взимку 2013 на Ельбрусі, поїхав ще в Гімалаї, щоб як слід акліматизуватися перед восьмитисячником. Консультувався з багатьох питань з Ігорем, з Сергієм .
| «Дуже правильно і серйозно підходив до всього — був справжнім альпіністом» | — говорить Бершов Сергій Ігорович про Кашаєва Бадаві Магомедовича.

## Загибель
Загинув разом зі Свергуном Ігорем Миколайовичем, Коняєвим Дмитром Сергійовичем та альпіністами з інших країн у ніч проти 23 червня 2013 року внаслідок нападу терористів на табір альпіністів біля підніжжя гори Нангапарбат в Пакистані
Похований 30 червня на харківському кладовищі № 13.